# Zámecký park ve Vrchotových Janovicích
Zámecký park se nachází v centru městyse Vrchotovy Janovice v okrese Benešov ve Středočeském kraji. Park spolu s vodním příkopem, mosty, domkem zahradníka, hospodářským zázemím a dalšími objekty, drobnými stavbami a komponenty je součástí památkově chráněného areálu místního zámku, zapsaného na ústředním seznamu kulturních památek pod číslem 18748/2-234, který je od druhé poloviny 50. let 20. století v majetku Národního muzea v Praze.

## Charakter parku
Zámecký park ve Vrchotových Janovicích lze charakterizovat jako přírodně krajinářský park (tento typ parků bývá také označován jako anglický park). S rozlohou 16,8 ha se řadí mezi menší zámecké parky, avšak díky své historii, spojení se životem a tvorbou známých osobností a půvabnému uspořádání patří k nejvíce obdivovaným přírodním parkům ve středních Čechách.

## Historie
Není známo, kdy došlo k prvním krokům při proměně terénu v okolí někdejší gotické tvrze pánů z Janovic na zámeckou zahradu. Předpokládá se, že se tak stalo v druhé polovině 16. století při první renesanční přestavbě zmíněné vodní tvrze. Podle portálů umístěných ve východním průčelí zámku v místě zvaném Amáliino zákoutí se usuzuje, že zde byl na přelomu 17. a 18. století vstup do zahrady s barokní či klasicistní úpravou.
V roce 1750 převzal panství hrabě Arnošt František ml. z Vrtby (1704-1791), který pokračoval v úpravách interiérů zámku i zámeckého parku, započatých již jeho otcem stejného jména. Jako důkaz je zmiňována skutečnost, že nejstarší stromy v parku pocházejí právě z uvedené doby, existence obory v jihovýchodní části parku nebo rokokový kamenný stolek se sedátky, který nechala později baronka Sidonie Nádherná přemístit blíže ke hrázi rybníka a jemuž se pak přezdívalo Janovo odpočívadlo nebo Stůl Jana Nádherného. Podoba zámeckého parku s umělým vodním systémem a romantickými stavbami je zdokumentována ve stabilním katastru z roku 1840 a také v soudním ocenění panství z roku 1844.
V pamětní knize janovické farnosti jsou podrobně zaznamenány rozsáhlé úpravy parku, které v letech 1845-1846 podle vlastního návrhu provedl hrabě Josef Vratislav z Mitrovic spolu se správcem Františkem Schmiedlem a za souhlasu svého otce, hraběte Františka Josefa Vratislava z Mitrovic, který byl v oné době majitelem panství. Mj. byla vyčištěna zasypaná část příkopu kolem zámku a byla sem přivedena voda, aby tato vodní plocha mohla sloužit zábavným projížďkám na lodičkách. Za účasti stovek poddaných byly v parku provedeny rozsáhlé terénní úpravy, bylo sem navezeno množství kamenů a balvanů, s jejichž pomocí byly zasypány rokle a vytvořeny umělé terasy. Následně byly do parku přivezeny stovky vozů zeminy a drnů, byly vysázeny tisíce nových stromů a keřů, vytvořeny nové skupiny dřevin a parkové cesty byly vysypány štěrkem a pískem, čímž vznikla základní podoba přírodně krajinářského parku, která přetrvala až do 21. století.
V roce 1879 zakoupila janovické panství rodina Nádherných z Borutína a rytíř Karel Nádherný st. z Borutína spolu s přestavbou zámku se rozhodl pro poslední velkou přeměnu zámeckého parku. Autorem návrhu parkových úprav, které následně realizoval zámecký zahradník Josef Sekal, byl zahradní architekt Eduard Fiala, který mj. působil jako ředitel Společenské zahrady v Praze Na Slupi a byl spolupracovníkem Muzea Království českého (pozdějšího Národního muzea). Z té doby, tedy z 80. let 19. století, tak pochází například koncepce Centrální louky, doplněné solitérními dřevinami.

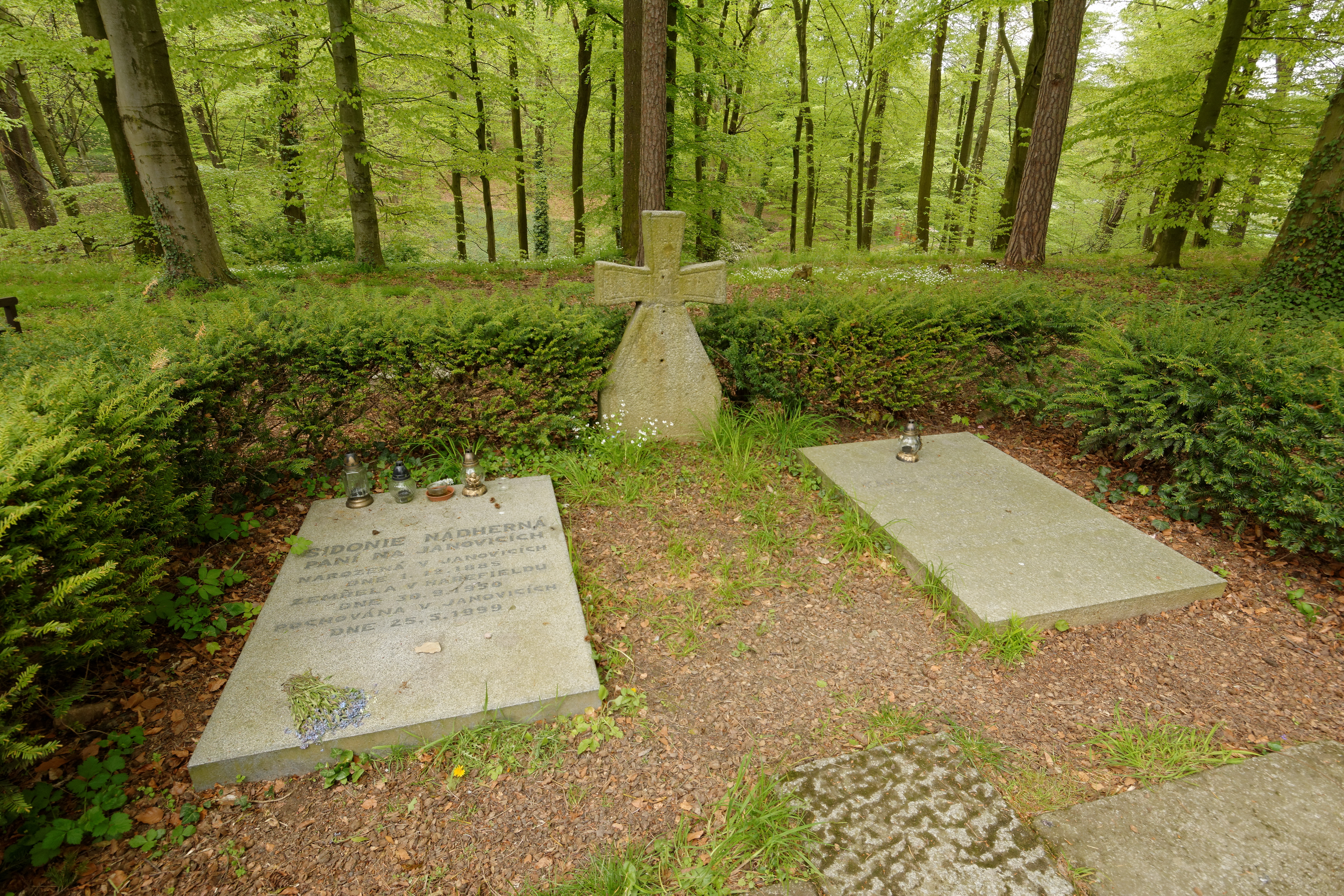
Hroby Sidonie a Karla Nádherných

Posledními majiteli zámku, kteří ovlivnili podobu zámeckého parku, byli sourozenci-dvojčata Sidonie (1885-1950) a Karel (1885-1931) Nádherní z Borutína. Úpravy konzultovali se známým dendrologem a parkovým architektem Camillem Schneiderem, který v letech 1922-1932 pravidelně jednou až dvakrát ročně Vrchotovy Janovice navštěvoval.
Na počátku 20. století se stal janovický zámek a zejména jeho park místem setkání významných osobností společenského, politického a kulturního života. Mezi zdejšími hosty byli například malíři Herbert Masaryk, Viktor Stretti a pravděpodobně i Max Švabinský či architekt Adolf Loos, básníci Richard Schaukal a především pak Reiner Maria Rilke a novinář, dramatik a básník Karl Kraus, kteří patřili mezi blízké přátele Sidonie Nádherné a jejichž jména nesou i některá místa v janovickém zámeckém parku.
Po smrti Karla Nádherného byl park kvůli nedostatku peněz udržován jen pasívně. Po roce 1943, kdy zámek obsadily jednotky SS, i později po roce 1949, kdy byl zámek zestátněn, nastala postupná devastace zámku i parku. Sidonie Nádherná se v letech 1945-1948 snažila zachránit vyrabovaný zámek a poničený park, ale tato snaha přišla nazmar. Obrat k lepšímu nastal po roce 1957, kdy zámek s parkem získalo Národní muzeum v Praze, které areál opravilo a zpřístupnilo veřejnosti. Sidonie Nádherná musela emigrovat v roce 1949 do Anglie, kde o rok později zemřela. Její ostatky byly vráceny do Čech až v roce 1999 a byly pohřbeny na rodinném hřbitově v jejím milovaném parku ve Vrchotových Janovicích.

## Dostupnost
Zámecký park ve Vrchotových Janovicích je přístupný veřejnosti od dubna do října v době od 8 do 19 hodin, v zimním období od listopadu do března je park otevřen od 8 do 16.30 hodin. Na rozdíl od zámku je do parku vstup volný bez průvodce.

## Galerie

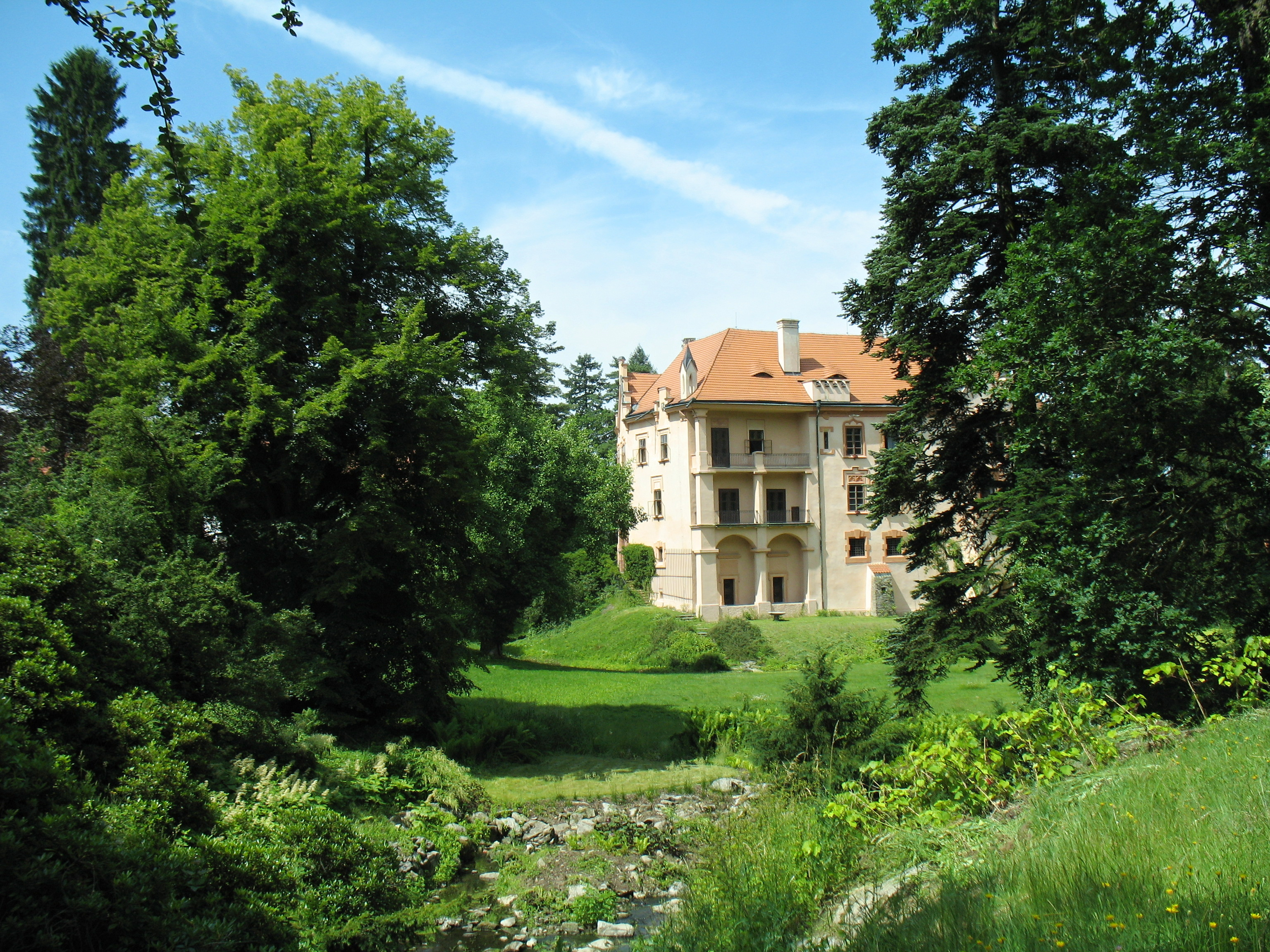
Průhled parkem k zámku
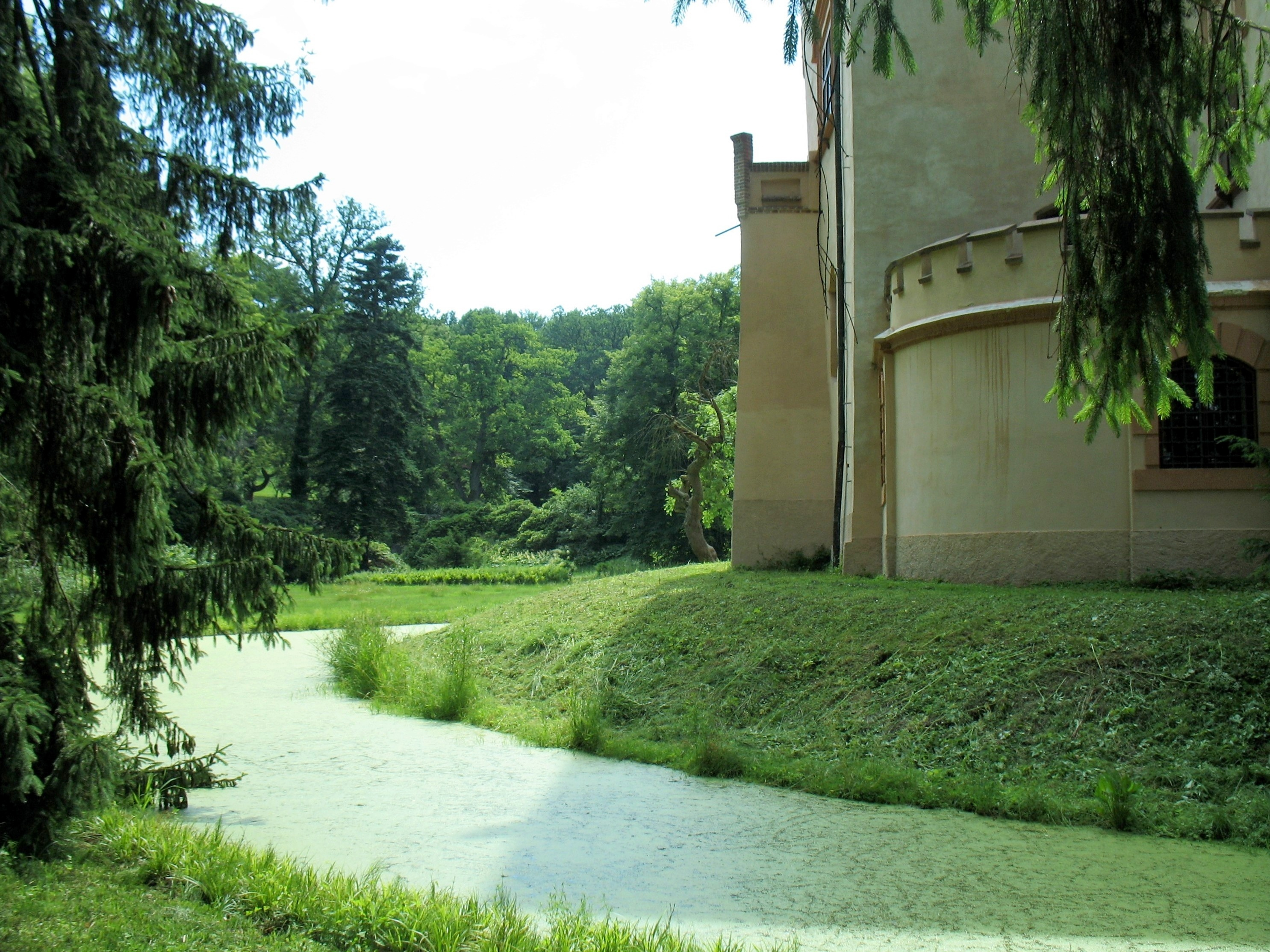
Vodní příkop
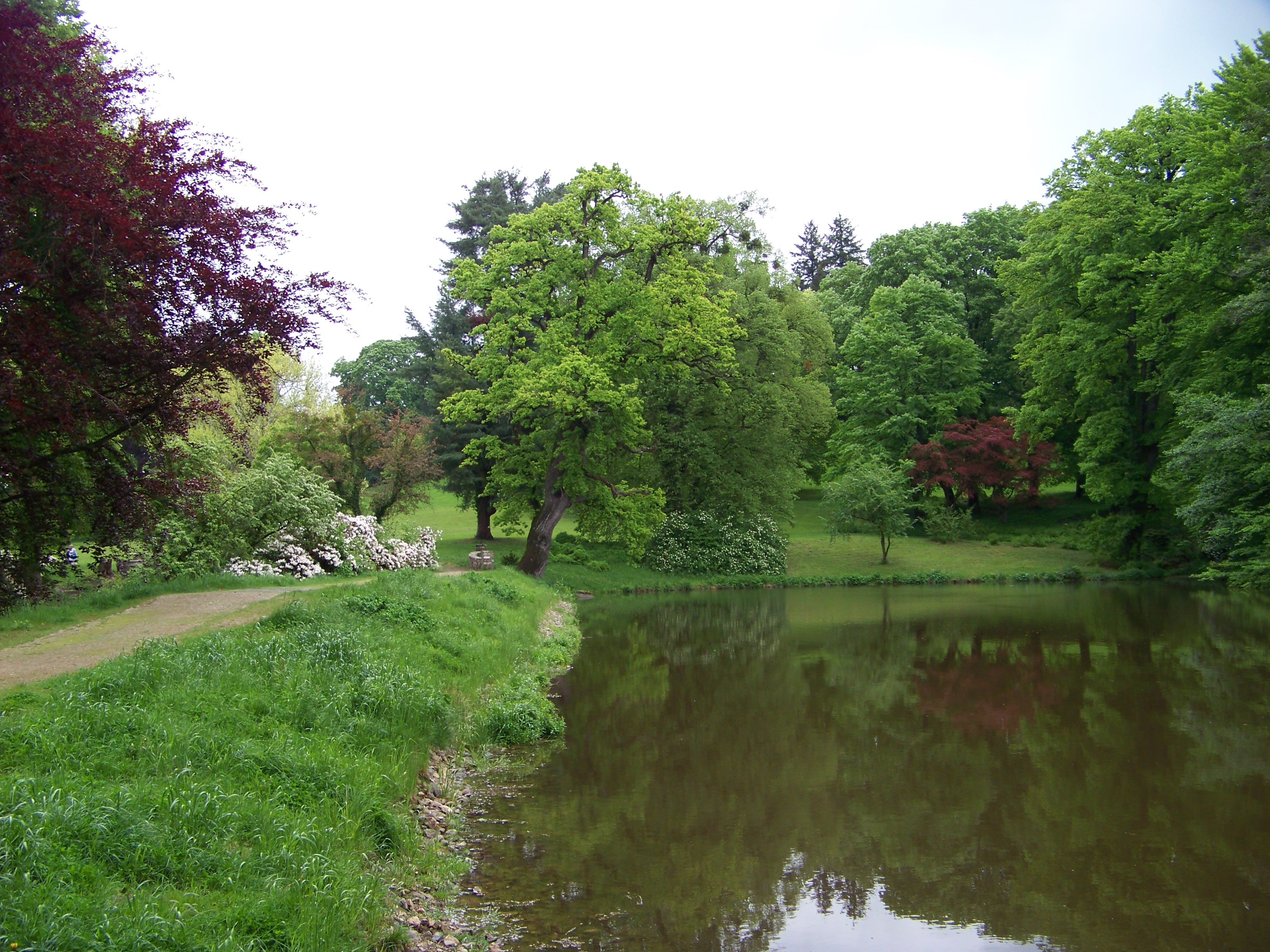
Rybník Za vraty
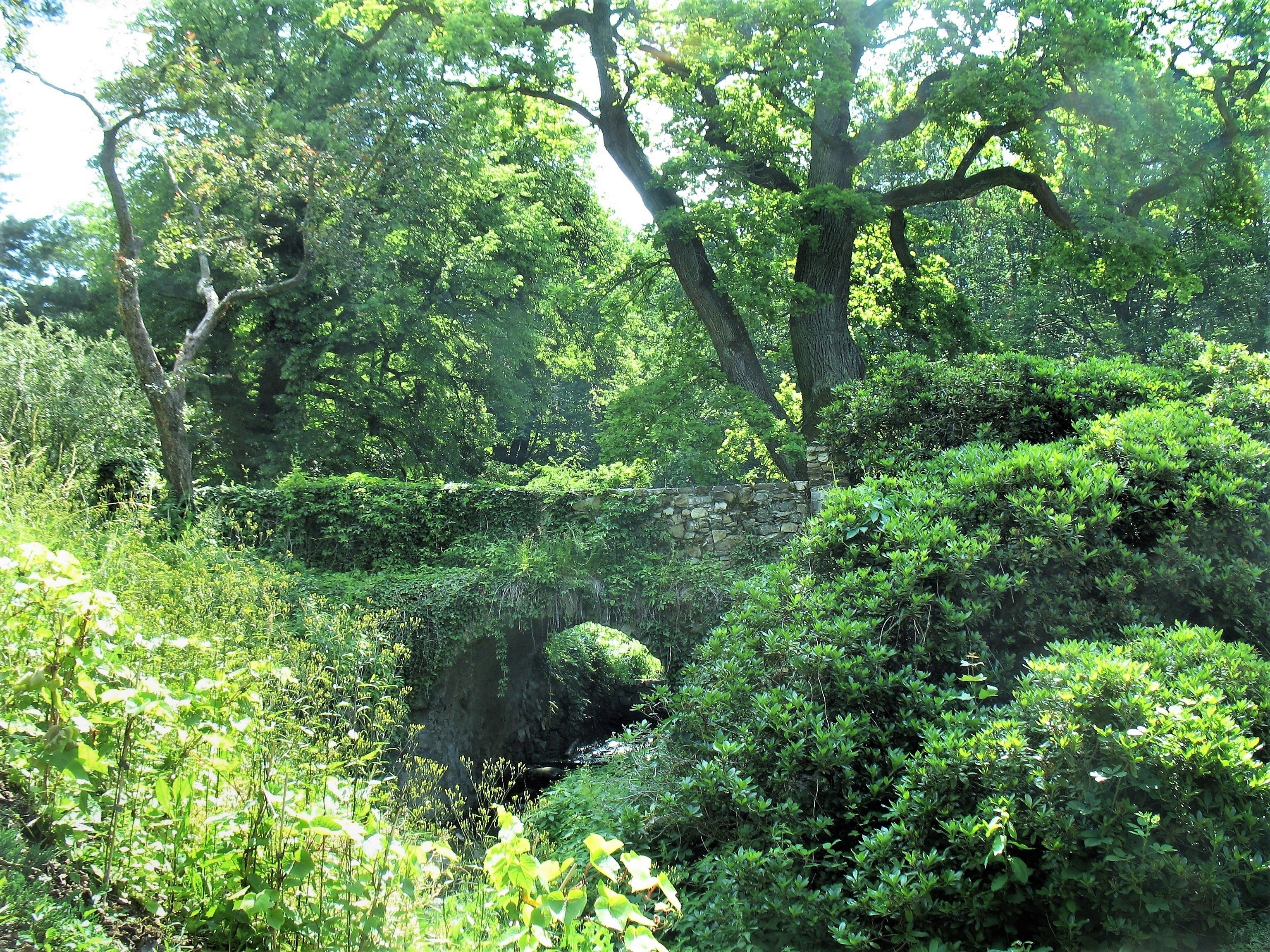
Jeden z kamenných mostů
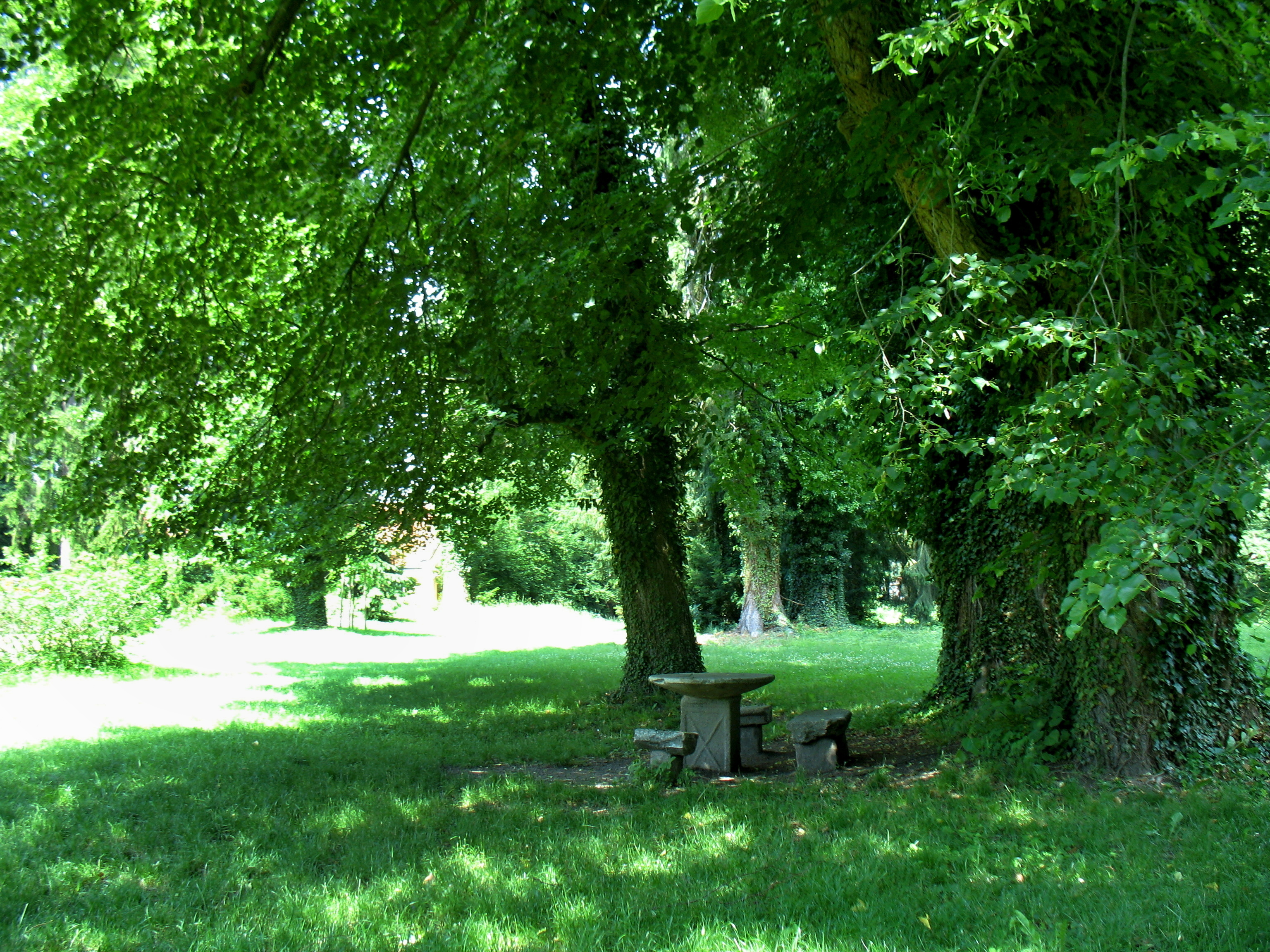
Tzv. stůl Karla Krause
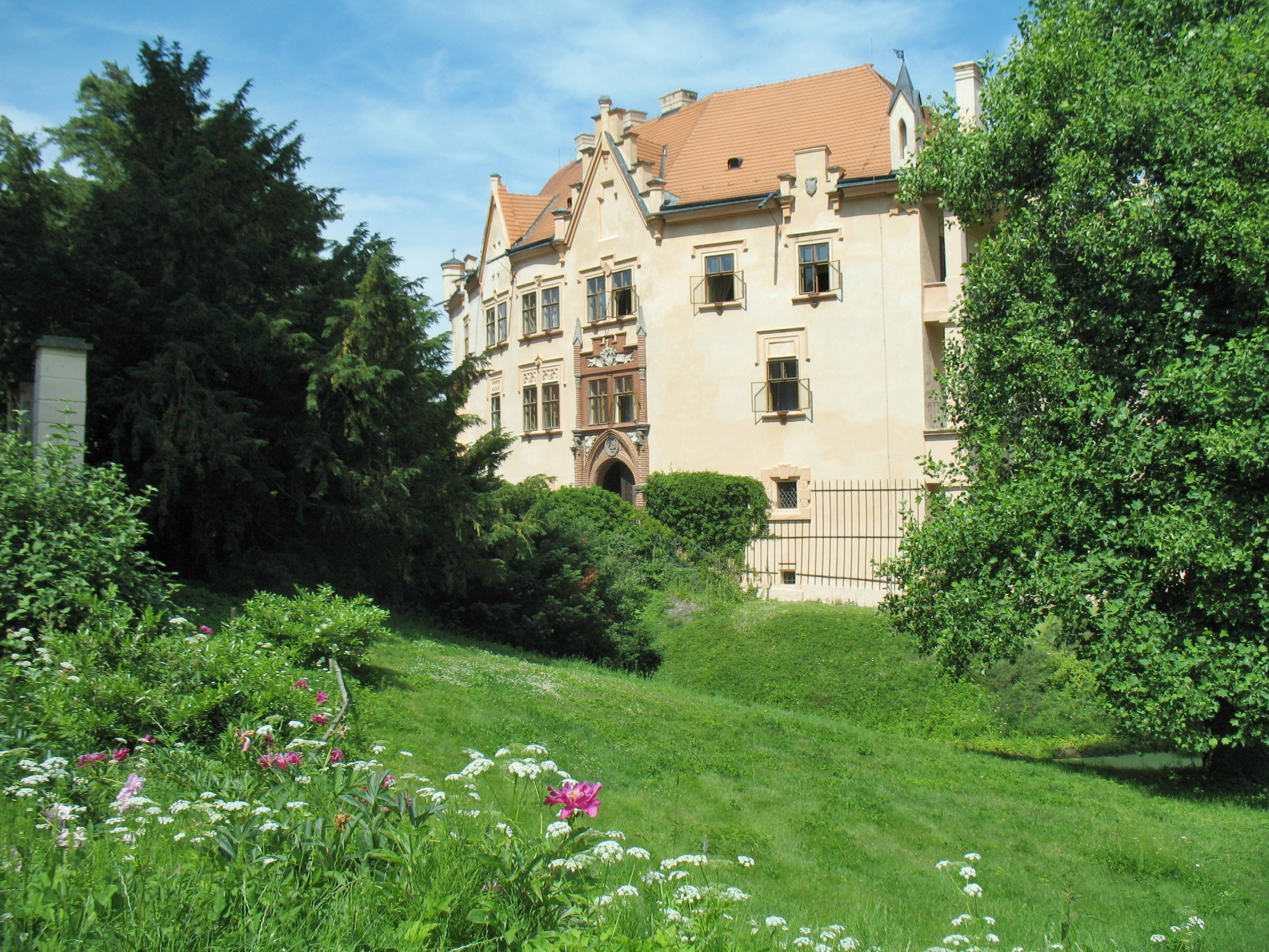
U vstupu do zámku